# Graphiola cocoina
Graphiola cocoina är en svampart som beskrevs av Pat. 1904. Graphiola cocoina ingår i släktet Graphiola och familjen Graphiolaceae.   Inga underarter finns listade i Catalogue of Life.